# Poroszló (település)
Poroszló község Heves vármegye Füzesabonyi járásában.

## Fekvése
A Tisza, illetve a Tisza-tó jobb partján fekszik, a Hevesi-sík délkeleti részén, Füzesabonytól 25 kilométerre délkeletre, Tiszafüredtől 9 kilométerre északnyugatra.
A közvetlenül szomszédos települések: észak felől Egerlövő és Borsodivánka, északkelet felől Négyes, Tiszavalk és Tiszabábolna, kelet felől Tiszafüred, délnyugat felől Újlőrincfalva, északnyugat felől pedig Egerfarmos. Nyugat felől a legközelebbi település Mezőtárkány, de közigazgatási területeik – egy nagyobb, közéjük ékelődő és Besenyőtelekhez tartozó területrész miatt – nem érintkeznek egymással.
Közigazgatásilag hozzá tartozik a központjától közel 8 kilométerre nyugatra fekvő, kastélyáról ismert, védett területek által övezett Kétútköz külterületi településrész.
A Hevesi Füves Puszták Tájvédelmi Körzet 15, többé-kevésbé különálló, természetvédelmi oltalom alatt álló területrésze közül három is, részben vagy teljes egészében Poroszló határai között terül el.

### Megközelítése
Észak és nyugat felől az M3-as autópályáról a füzesabonyi csomóponttól a 33-as főúton, Miskolc felől Mezőkövesden át Borsodivánka irányából a 3301-es úton, Debrecenből ugyancsak a 33-as főúton, délről a 4-es főútról Karcagnál Tiszafüred felé fordulva, vagy Fegyvernektől a 34-es főúton érhető el, Tiszafüreden keresztül. Kiskörével a 3213-as út köti össze.
Megközelíthető a település vasúton is, a Debrecen–Füzesabony-vasútvonalon, melynek egy megállási pontja van itt. Poroszló vasútállomás a település belterületének legészakibb részén található, közúti elérését a 3301-es útból kiágazó 33 302-es számú, rövidke mellékút teszi lehetővé. Kétútköz külterületi településrész saját megállóval rendelkezik (Kétútköz megállóhely), de annak létesítményei fizikailag már Egerfarmos területén helyezkednek el.

## Története

### Őskor, ókor
Jelentős útvonalak csomópontja ez a tájegység, mert a „kezdetek” óta ez az egyik legalkalmasabb átkelőhely a Tiszán. Ennél fogva az őskortól lakott terület. A kő- és rézkorból is kerültek elő leletek Rábolyon, illetve Aponháton. Az előbbi területen szarmata kori (Kr. u. II-IV. század) emlékeket is találtak.

### Középkor
A mai falu első említése Anonymusnál található: „Árpád vezér és övéi megindulván az Egur [Eger patak] vizéig jövének [...] s táboruk az Ustoros [Ostoros] vizétől Purozlou váráig terjedt.” Az Árpád-kori királyi földvár helye ma is kivehető. A X. századtól kezdődően fejedelmi-királyi udvarhely volt itt, amelyet szolgáltató falvak (Lövő, Orosz, Magyarad, Tarján, Ráboly, Szőlős, Halász, Sej, Hídvég, Hegenülése) rendszere vett körül. Első ismert birtokosai a Sártiván-Vecse nemzetségből kerültek ki. A XIII. században már számottevő település volt, mert egy oklevél bencés monostort, egy másik ispotályt, egy harmadik pedig plébániatemplomot is említ itt. 1231-ben a nádor részt vett egy poroszlói gyűlésen, 1248-ban pedig IV. Béla király Lambert egri püspöknek adta a poroszlói vámrészt.
1253-ban mint királyi földbirtok és egyházi hely szerepel, továbbá sótároló, vám-és révhely. Jelentős számú lakossága miatt önálló plébániája volt. A Sártiván-Vecséktől 1299-ben került Rátót nembeli Domokos tárnokmesterhez, majd kapott itt birtokot Miklós pécsi püspök, a Hanczkófiak, Zsadányiak, Rozgonyiak, Egerszalókyak, Poroszlóyak és az egri káptalan.
A falu történetének legjelentősebb eseményei IV. Béla és fia, a későbbi V. István polgárháborújához kapcsolódnak. 1262. december 5-ére István, aki itt nevezte először magát „ifjabb királynak”, öt vármegye nemességét és a kun előkelőket ide hívta össze egy gyűlésre (a magyar történelemben először kérte ki egy uralkodó a nemesség véleményét!), ahol esküvel megerősítette és kiegészítette az apjával korábban kötött pozsonyi béke pontjait. Az ellenségeskedés kiújulása után, 1265 elején pedig István Poroszlónál kelt át a Tiszán, összevonta seregeit, és megindult apja ellen, akinek hadait Isaszegnél le is győzte. Poroszló monostora ekkoriban hiteleshely volt: több Árpád-házi király, valamint Károly Róbert, Nagy Lajos, Hunyadi Mátyás adott itt ki oklevelet. A település 1460-ban már mezőváros, amely tiszai révdíjat és vámot szedett, valamint sókamarája volt, és keresztülment rajta a Budát Erdéllyel összekötő főút, a "via magna".

### Újkor

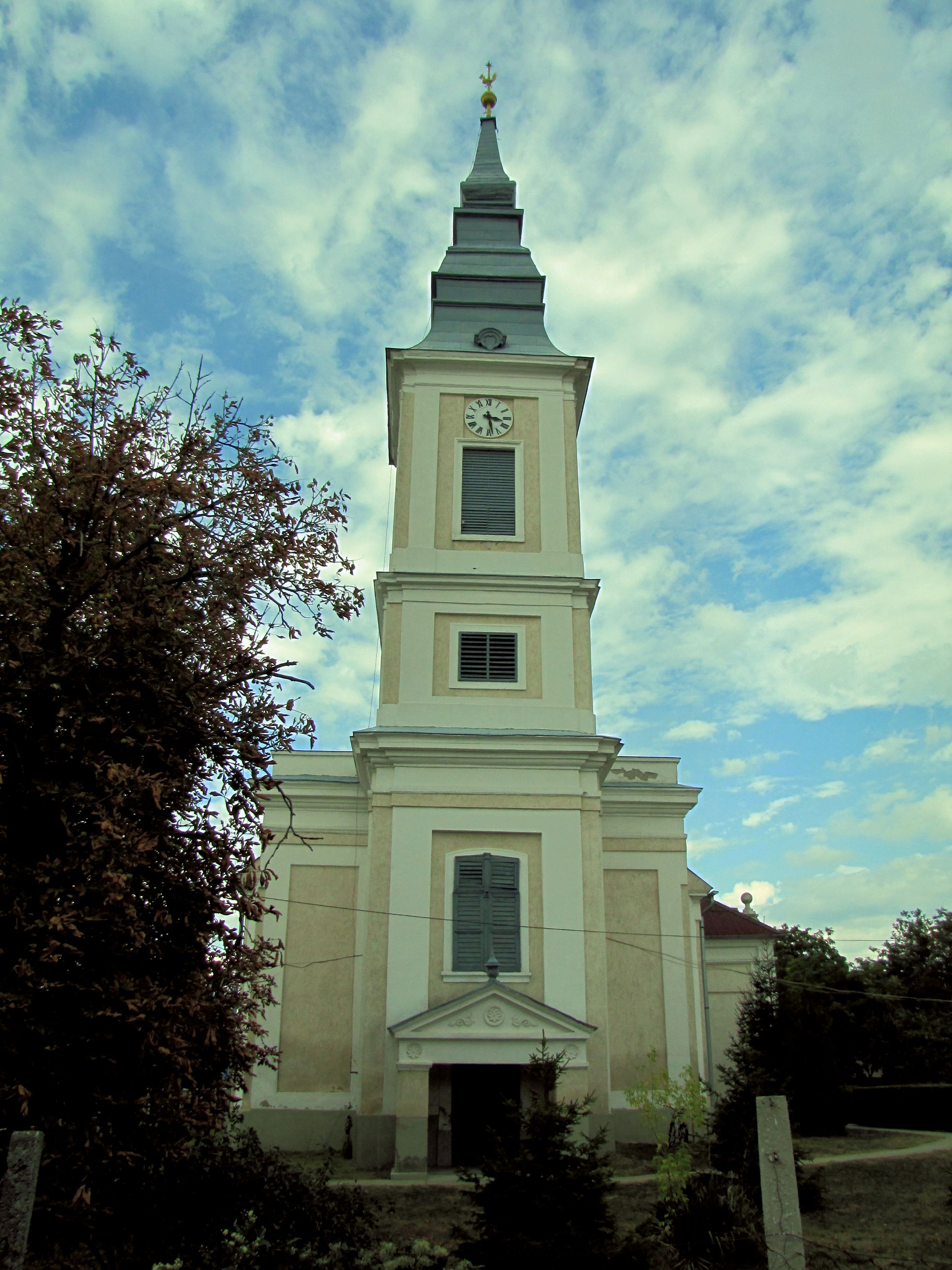
Református templom

Az 1546-os adóösszeírás egy részét Báthory-birtokként említi, de a Károlyiak is kapnak itt földeket. 1549-ben 15 adóköteles, 21 elszegényedett, két elpusztult, egy újratelepült jobbágytelket ölelt fel. A törökök állandóan zaklatták a település lakóit. Veli hatvani bég az 1553-54. évi portyázása során teljesen elpusztította a várost. Ezekben az években Poroszlón is birtokos volt Bornemissza Gergely egri várkapitány, aki azonban (a korábbi szakirodalommal ellentétben) nem itt, hanem Pásztó környékén esett török fogságba.
A később újratelepült város lakosságának életét vallási ellentétek nehezítették. Az apátság már megszűnt, de templomát a népes református egyházközség használta. A hivatalosan török uralom alatt álló település háromfelé is adózott. Az itteni Báthory-birtokok a 17. században a Losonczyak, majd a Homonnay Drugethek kezébe kerültek. 1672-ben a felvidéki Léva kapitánya (Barkóczy) dúlta fel, majd Strasoldo császári zsoldosvezér is pusztította. Az ezt követő, 1676-os újratelepülés után a lakosság halászattal, majd állattenyésztéssel és földműveléssel foglalkozott. 1680-ban Thököly táborozott Poroszlón. A törököt kiűző 1686-87-es harcok során ismét elnéptelenedett Poroszló, majd 1689-ben újratelepült. A lakosság a vármegyétől kétévi adómentességet kapott, 1695-ben pedig postaállomás is létesült. 1696-ban már 104 családnevet írtak össze az immár nemesek (pl. a Gachalok) által is lakott faluban, de ezek közül egy sem egyezik meg a 150 évvel korábbiakkal.
A török uralom megszűnése után a véglegesen újratelepült, akkor még szinte teljesen református lakosságú Poroszló gyorsan talpra állt, bár ekkor még a mezővárosi rangját nem bírta visszaszerezni. 1695-ben a település fele a Homonnayaké (akik kihalása után, több más tulajdonost követve az Orczyaké), negyede az egri káptalané, és negyede Károlyi Sándoré volt, akik jól felfogott érdekből ösztönözték a további betelepülést. Végül 1701-ben ismét megkapta Poroszló a mezővárosi kiváltságot. Lakosai a Rákóczi-szabadságharcban is részt vettek. 1707-ben 16 katona harcolt a Csáky-féle, egy a Deák-féle kuruc ezredben és egy a karabélyos ezredben. 1710-ben itt járt II. Rákóczi Ferenc és Bercsényi Miklós, akik a helyi kórházban helyezték el sebesültjeiket.
Poroszló mezővárosi helyzete kedvezett a parasztoknak, így tovább nőtt a lakosság száma. 1770-ben a kettős vármegye Heves vármegyei részén itt található a legtöbb parasztgazda: 267 fő. A gyarapodásnak az 1771-72. évi úrbérrendezés (urbárium) állta útját, a földközösség megszűnésével és a jobbágytelkek (és terhek) rögzítésével a parasztgazdaságok egy része elszegényedett. A növekvő számú nincstelen jelentős számban arra kényszerült, hogy a 18. század utolsó évtizedében Poroszlón felállított kincstári sóhivatalnak napszámban dolgozzon. Mások a tiszai révnél, a hajók rakodásánál vagy a szálfa-tutajokon dolgoztak. Az is komoly gondot okozott, hogy a fuvarosok igásállatai felélték a poroszlói legelőket. A telkes jobbágyokon és a zselléreken kívül 1797-ben 48 kisnemes, 1828-ban pedig 19 iparos élt Poroszlón.
Poroszló lakóit nemcsak a megélhetés gondjai, hanem a természeti csapások és járványok is sújtották. A medréből kilépő Tisza sokszor változtatta ártérré a falu határát. A kolera 1831-ben 207 áldozatot szedett. 1862-ben tűzvész hamvasztotta el a város jelentős részét. 1822-ben a poroszlóiak töltést akartak építeni a várostól a tiszai révig, de ezt Károlyi István földesúr (vámszedés reményében) magára vállalta, így 1836-ra el is készült. Akkor már 2 éve állt a révet bérbe vevő Pankotay Józsa György által építtetett tölgyfa alapú Tisza-híd. Ezt a hidat a jégzajlás megrongálta, de 1846-ban újjáépítették. 1847-ben már Petőfi is átkelhetett rajta.

### A szabadságharc és a dualizmus időszaka
Az 1848-49-es szabadságharc idején Poroszló, mint tiszai átkelőhely, ismét fontos események színhelye lett. A forradalom győzelme után 127 poroszlói állt nemzetőrnek, közülük 86 a horvát veszély idején már honvédnek jelentkezett. 1849. február 6-án Asbóth Lajos alezredes itt vert vissza egy 300 főnyi osztrák lovascsapatot. A kápolnai csata alatt, február 27-én Kossuth Poroszlón tartózkodott, és a helyi hagyomány szerint a katolikus templom előtt tapasztotta a földre a fülét, hogy hallja a csatazajt. A vereség után a sereg vezetőivel (akik közül többen később Aradon vértanúk lettek) is itt találkozott. Március 2-án Görgey harc nélkül kiürítette Poroszlót, de Windisch-Grätz herceg elővédje csak 4 nap múlva mert bevonulni, hogy pár hét után ismét visszavonuljanak a tavaszi hadjáratra induló magyarok elől. Az orosz beavatkozás után, 1849. július 25-én Korponay János honvéd ezredes foglalt védelmi állást Poroszlónál 2500 katonájával, Gorcsakov tábornok 12 000 főnyi seregével szemben. Az oroszok elfoglalták a töltést, de a hidat Korponay felgyújtatta, így az ellenség csak erős tüzérségi előkészítés után, másnap tudott átkelni a folyón.
Az önkényuralom ínséges éveket hozott. 1863-ban a 4168 lakosból 2168-nak nem volt munkája. A Tisza-szabályozás keretei között 1864-65-ben három kanyart vágtak át, ami 16,8 km-rel rövidítette le a folyó itteni szakaszát, de a folyási sebesség növekedése és a szabályozás hiányosságai miatt az 1870-80-as éveket rekordárvizek jellemezték. Megnyugvást csak 1889-1900 között megépült védőgátak hoztak. Az 1867-es kiegyezés után (az immár csak nagyközség) Poroszló lassan fejlődésnek indult. 1877-ben nyílt meg a Klein Jakab-féle gőzmalom és gőzfűrészgyár, amely két évtized múltán kefe-, meszelő-, talicska- és téglagyárrá bővült. Fejlődtek a nagybirtokok is. A tehetősebbek helyben, vagy a szomszédos Tiszafüred határában vásároltak földet. Az 1880-as évektől szokássá vált több szegény család összefogása a földvételre. 1892–1908 között létrejött a Hordódi Közbirtokosság, így a tiszafüredi Hordód nevű határrész végképp Poroszlóhoz került. 1891-ben Feketeházy János tervei alapján végre elkészült a poroszlói Tisza-híd, így megindult a vasúti és közúti forgalom Füzesabony és Debrecen között. 1906-ban új középüzem, a Bán Sándor-féle úgynevezett kődiógombgyár létesült, ahol 50 munkás dolgozott, közöttük 30 nő. 1907-08-ban létrejött a Hangya Szövetkezet.

### 20. századi traumák
Az 1919-es Tanácsköztársaság eseményei Poroszlót sem hagyták érintetlenül: május 1-jén Lukács György filozófus (akkor a Vörös Hadsereg 5. hadosztályának komisszárja) parancsára Sárói Szabó Tibor zászlóaljparancsnok Saskői Miklós századparancsnok kijelölése alapján a Tisza-parti vasúti töltés mellett megtizedeltette a túlerővel szemben Tiszafüredről visszavonulókat. Később a Poroszlón is vöröskatonákat toborzó debreceni Nagy József parancsára Rábolypusztán agyonlőtték a káptalan javait védelmező Komáromy István intézőt. Váry Albert rajta kívül hat áldozat nevét sorolja föl (Csupor Lajos, Malik Ferenc, Fenyő Nándor, Sück Emil, Tóth Lajos, Varga Károly), de a későbbiekben a vérengzés kapcsán már 7-9 főről van szó. A Tisza-híd környéke nagy csata színhelye volt: július 22-24-én a „tiszai offenzíva” során a folyón átkelő, tüzérség és lőszer nélküli 80. nemzetközi dandárt megállították, majd visszaverték a háromszoros túlerőben lévő, a poroszlói nagybirtokosok által is segített románok. Több mint 1000 internacionalista esett el, és a híd egy részét is felrobbantották.
A 19–20. század fordulójától kezdődő időszakot a népesség számának stagnálása jellemzi. A település belterülete az 1920-as évekig nem bővült tovább. Csak a Nagyatádi Szabó István-féle 1920-as földreform házhelyosztása következtében kezdett terjeszkedni a falu szalagtelkes, fésűs beépítésű utcákkal, a lakosság száma pedig 5300 főre emelkedett. 1927-ben készült el az Eger-patak hídja, amely a maga 284 méterével akkoriban az ország leghosszabb közúti hídja volt. A „Poroszlói Csapói Erdőbirtokosság” egyik jegyzőkönyve alapján 1936-ban 4 nagybirtok, 9 középbirtok és 979 kisbirtok volt. Az 5187 főnyi lakosságból majd 4000 földműves, több mint 500 volt cseléd. A közel száz kisiparos további 400 főt foglalkoztatott. A kiskereskedelemben 160-an dolgoztak. Az oktatás fejlesztésében és a kulturális élet felvirágoztatásában komoly szerepet játszott az 1896-1934 között aktív Jósvay Gábor kántortanító.
A korszak Poroszlójának meghatározó famíliája a Graefl család volt. A Graeflek régi német család, amelynek tagjai Széchenyi István hívására érkeztek Svájcból a Lánchíd építésére. 1869-ben jelentek meg Poroszlón, s 15 évvel később már a környék legnagyobb birtokosai voltak, mintegy hatezer katasztrális holdon gazdálkodtak. 1896-ban nyerték nemesi előnevükül a Poroszlóyt. Graefl Károly volt az, aki a faluban lévő kastélyt építtette 1872-ben. Felesége családja a waterlooi csatában jeleskedett és ezért nemesi előnevet kapott. Négy gyermekük közül Andor poroszlói járási szolgabíró, majd 1896-ban a kerület (függetlenségi párti) országgyűlési képviselője. 1904-ben kezdte építtetni a neoklasszicista stílusú kétútközi kastélyt, amely az akkor már csak kétezer katasztrális holdnyi birtok központja volt. Károly elsőszülött fia, Jenő (Andor testvére) a drezdai és a hohenheimi gazdasági akadémiát végezte el, ló-, juh- és szürkemarha-tenyészete, gyümölcsfatelepei országosan ismertek voltak. Huszonkilenc éven át volt elnöke Heves vármegye Függetlenségi és Negyvennyolcas Pártjának, felesége Horthy Miklós (a későbbi kormányzó) nővére, Paula volt, aki hat gyermeket szült neki, egyikük, ifjabb Jenő az első világháborúban vesztette életét. Horthy Miklós 1931-ben kinevezte a felsőház tagjának. A második világháború után elmenekültek az országból, előbb Svájcba, majd Brazíliába emigráltak, ahonnan később visszatelepültek Svájcba.

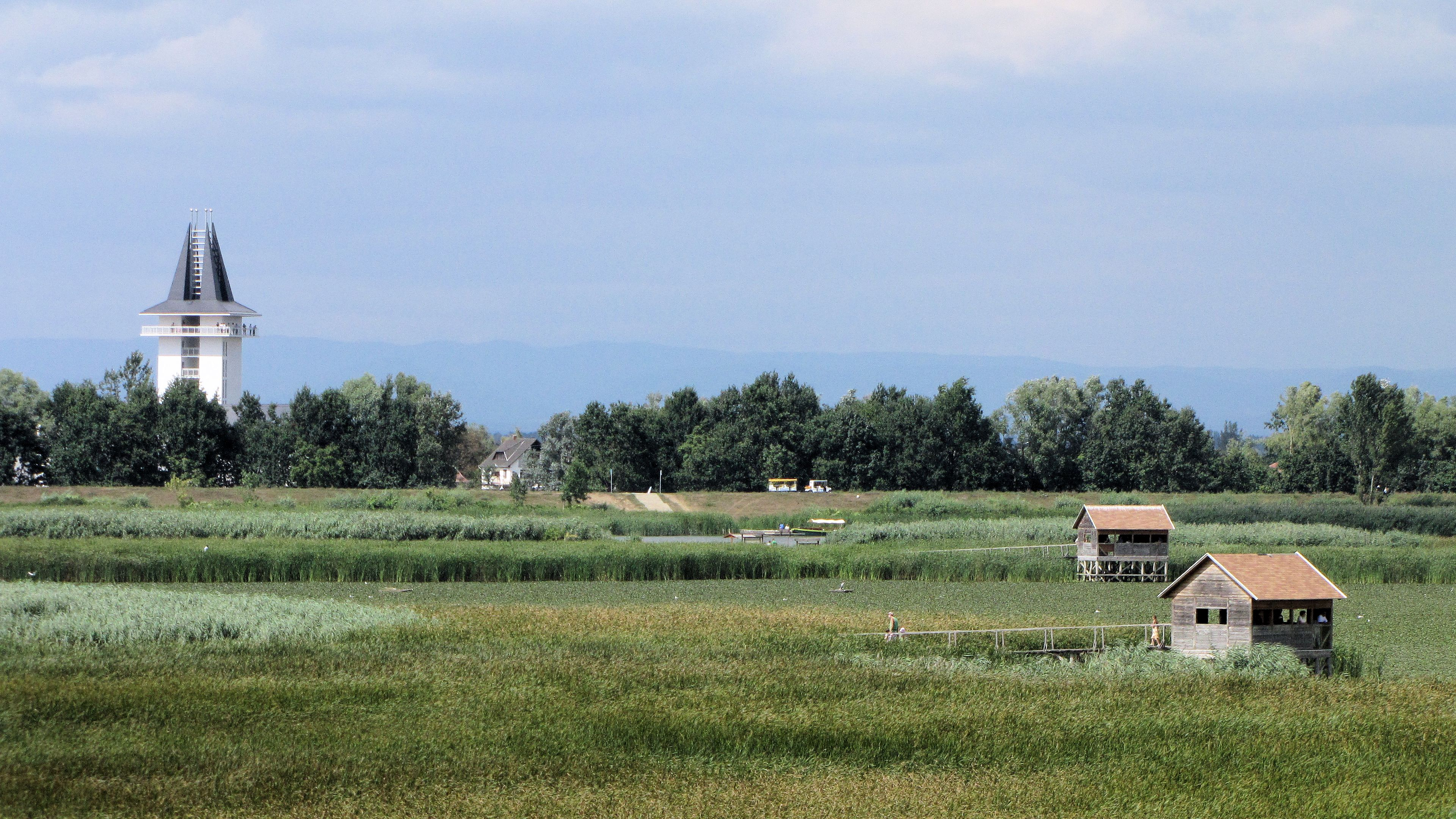
Poroszló napjainkban, a Tisza-tavon kialakított vízi sétánnyal és az Ökocentrummal

A XIX. század második felében megtelepedett, elsősorban iparos és kiskereskedő poroszlói zsidóság végzete 1944-ben teljesedett be: a 128, tiszafüredi gettóba zárt, majd Auschwitzba deportált ember közül 105-en váltak a holokauszt áldozataivá, úgyhogy 1945 után csak egy zsidó család maradt a faluban.
Stratégiai helyzete miatt a második világháború újabb megpróbáltatások elé állította a községet. 1944 nyarán angolszász gépek bombázták a hidat (részleges sikerrel). A hídőrségből többen meghaltak, de egy Liberatort sikerült lelőni. Október 27-én a visszavonuló németek felrobbantották a hidat, 28-ától november 7-éig pedig a túlerőben levő, hídfőt kiépítő szovjet alakulatokat próbálták itt feltartóztatni (utcai harcokban is) a német-magyar csapatok. A vasúti hidat előbb ideiglenesen, majd 1947-re véglegesen helyreállították, majd az 1960-as években egy közúti hidat is építettek mellé.
A földosztás után, a kollektivizálás során, állami gazdaságot és több termelőszövetkezetet is alapítottak a faluban, majd ezek egyesítésével jött létre a Magyar-Szovjet Barátság MGTSZ, amely az 1990-es évekig a legnagyobb munkaadó volt Poroszlón. A településnek 1960-ban még 4770 lakója volt. Napjainkban a már kevesebb mint 3000 fős lakosság mezőgazdaságból és az 1970-es nagy árvíz után megépített kiskörei vízlépcső, valamint az ahhoz tartozó víztározó (Tisza-tó, melyhez Poroszló területéből vették el a legtöbbet) létrejötte óta idegenforgalomból él („A Tisza-tó kapuja”).

## Közélete

### Polgármesterei
- 1990–1994: Halász Károly (független)[9]
- 1994–1998: Bornemisza János (független)[10]
- 1998–2002: Bornemisza János (független)[11]
- 2002–2006: Bornemissza János (MSZP-MP)[12]
- 2006–2010: Bornemisza János (MSZP)[13]
- 2010–2014: Bornemisza János (független)[14]
- 2014–2019: Bornemisza János (független)[15]
- 2019–2024: Bornemisza János (független)[16]
- 2024– : Juhász Sándor (független)[1]

## Népesség
A település népességének változása:
| Lakosok száma | 2958 | 2945 | 2920 | 2828 | 2601 | 2683 | 2618 |
|               | 2013 | 2014 | 2015 | 2021 | 2022 | 2023 | 2024 |

2011-ben a település lakosságának 82,5%-a magyar, 6%-a cigány nemzetiségűnek vallotta magát (9,4% nem nyilatkozott). A magukat katolikusnak vallók aránya 33%, míg a reformátusoké 22% volt.
2022-ben a lakosság 89,5%-a vallotta magát magyarnak, 3,1% cigánynak, 0,8% románnak, 0,7% németnek, 0,1-0,1% görögnek és ruszinnak, 2% egyéb, nem hazai nemzetiségűnek (10,2% nem nyilatkozott; a kettős identitások miatt a végösszeg nagyobb lehet 100%-nál). Vallásuk szerint 28,6% volt római katolikus, 19,3% református, 0,5% görög katolikus, 0,2% evangélikus, 1,4% egyéb keresztény, 0,9% egyéb katolikus, 16,8% felekezeten kívüli (32,1% nem válaszolt).

## Híres szülöttei

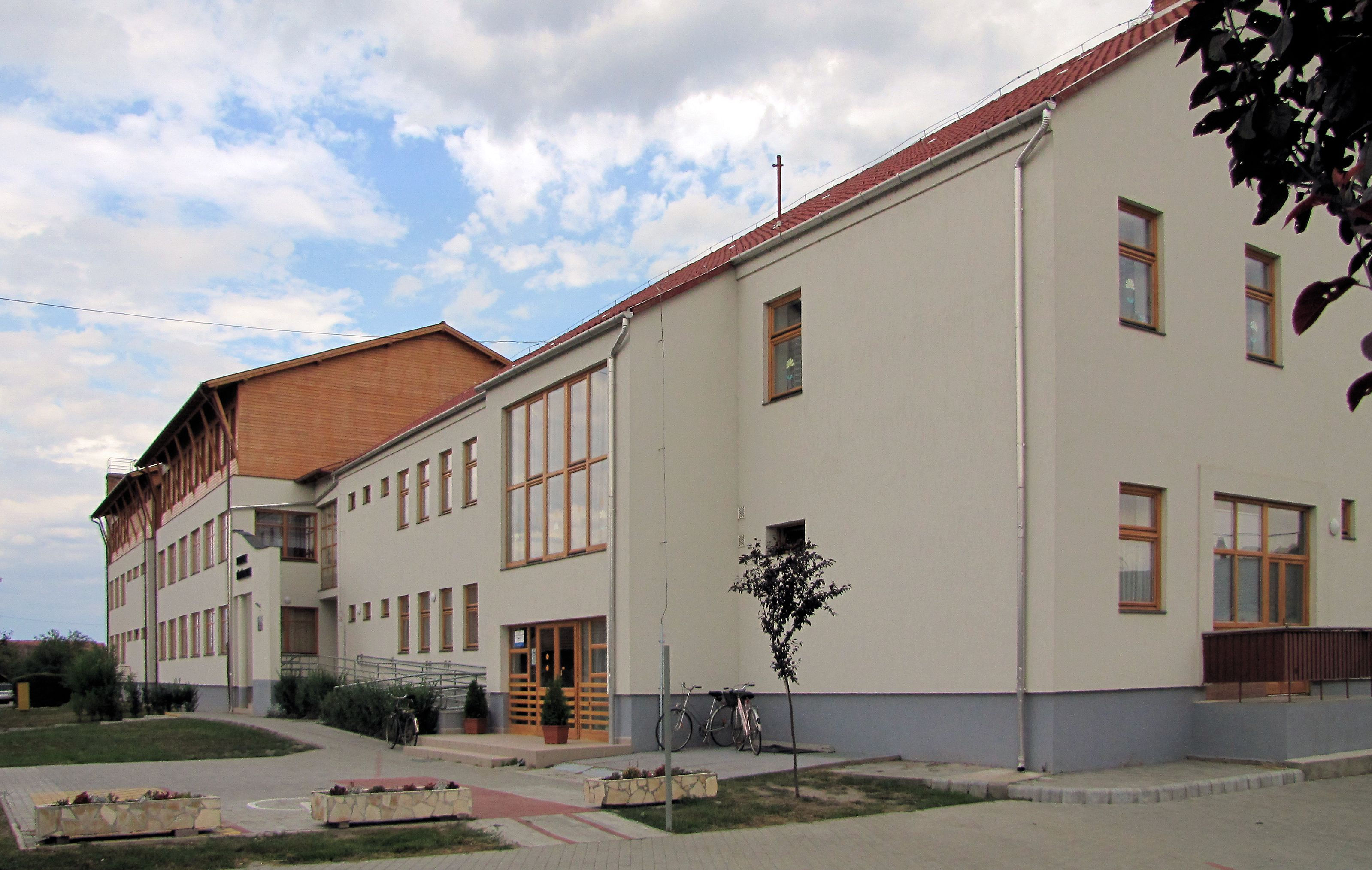
Vass Lajos Általános Iskola

- Vass Lajos karnagy 1927. április 5-én született Poroszlón, és 1992-ben halt meg Budapesten. A Röpülj Páva televíziós verseny szervezője és műsorvezetője, a Pávakör-mozgalom alapítója.[19]
- Vatai László (Poroszló, 1914. július 18. – Toronto, Kanada, 1993. augusztus 3.) magyar református lelkész, irodalomtörténész, filozófus, egyetemi tanár, politikus, országgyűlési képviselő a Független Kisgazdapárt színeiben, majd a Szabad Európa Rádió munkatársa.
- Eölvedy-Gachal József (Poroszló, 1889. május 28. – Budapest, 1974) festőművész. Budapesten Zemplényi Tivadarnál, Szolnokon pedig Fényes Adolfnál részesült művészi képzésben. A nagybányai szabadiskolában Thorma János korrigálta. Egy évig Kassán dolgozott, majd 1919 őszétől Budapesten működött. Elnyerte a Rökk Szilárd-díjat. Műveit őrzi a Magyar Nemzeti Galéria.[20]
- Versényi László (Poroszló, 1931. június 19. – 2016. január 26.) magyar színművész, szinkronszínész, a Nemzeti Színház örökös tagja.
- Gachal János (Poroszló, 1881. június 28. – Torontálvásárhely (Debelyacsa) ? , 1944. november ? .) bánsági református esperes, majd püspök (1942-44), akit a jugoszláv partizánok kínoztak, majd öltek meg.
- Vass József (1899–1969) énekes, a Népművészet Mestere (1967), Vass Lajos karnagy édesapja.
- Jólesz László(wd) (1916–2004) író, műfordító.
- Bertha Zoltán (1914–2003) festőművész.
- Cserőháti Kovács István (1950–2016) festőművész.
- Dávidházy Sámuel (1789–1862) református lelkész, író.
- Bartha Tamás Ferenc (1843–1918) katolikus teológus, plébános.

## Nevezetességei
- A község egyik legfőbb vonzereje a 127 km²-es Tisza-tó[21]
- A Tisza-tavi madárrezervátum, amely a világörökség része, a kikötőkből szervezett túrákon keresztül látogatható. A poroszlói ősszikeseken a mai napig fennmaradt a lovaglási lehetőség, miközben megfigyelhető a ritkaságszámba menő túzokkolónia.
- A Tisza-tavi Ökoturisztikai Tanösvény és Vízisétány (pallóutas tanösvény két madárvártával és egy 8 méter magas toronnyal)[22]
- Református templom 1793-ból
- Katolikus templom 1797-ből
- Zsidó temető[23]
- Tájház: a régi népi mesterségek és a falusi élet egy-egy pillanatát mutatják be egy eredeti 19. századi nádtetős parasztházban.[24]
- Községháza
- Millenniumi emlékpark
- A Graefl család kastélya a faluban,[23] és attól 4 km-re, Kétútközön[25]
- Százéves kocsányos tölgyek a Cserőháton[23]
- 2012-ben nyílt meg a Tisza-tavi Ökocentrum[26] Európa legnagyobb édesvízi akváriumával, ahol pl. vizák is láthatók.[27]

## Képgaléria

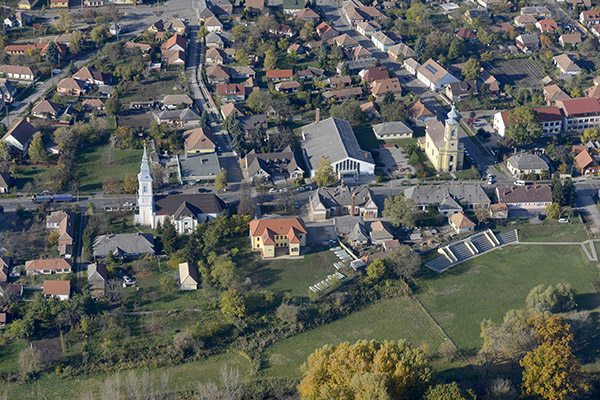
Poroszló légi fotón
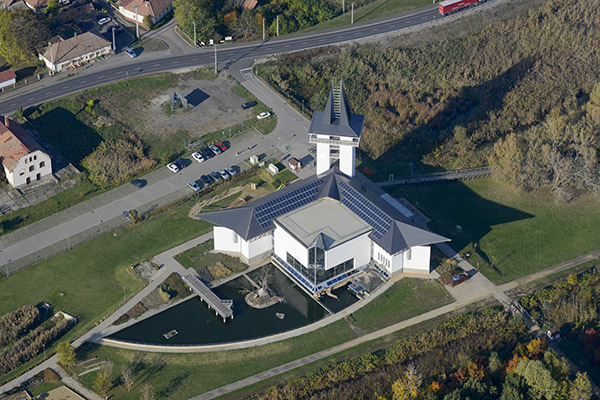
A Tisza-tavi Ökocentrum madártávlatból
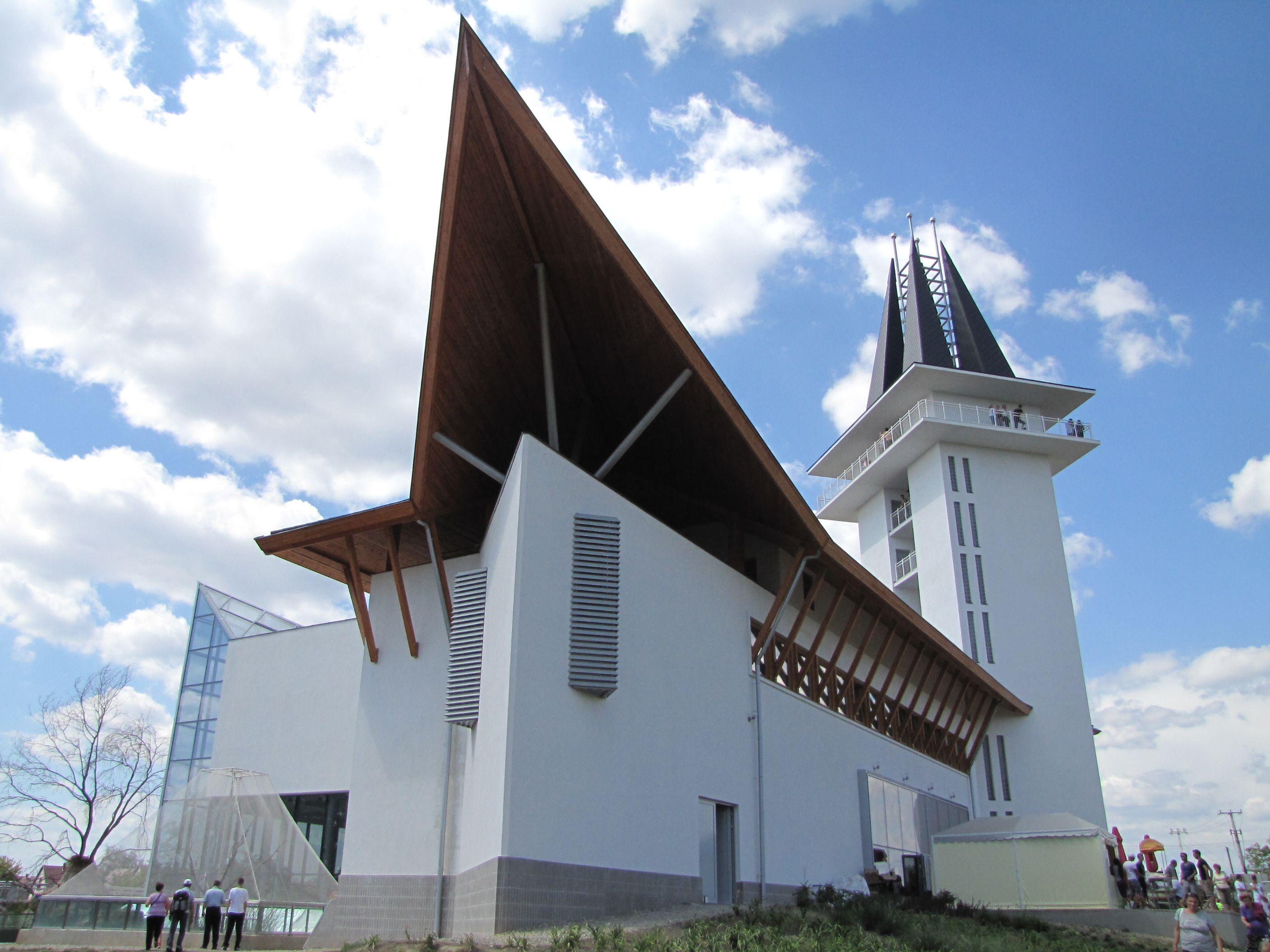
A Tisza-tavi Ökocentrum épülete
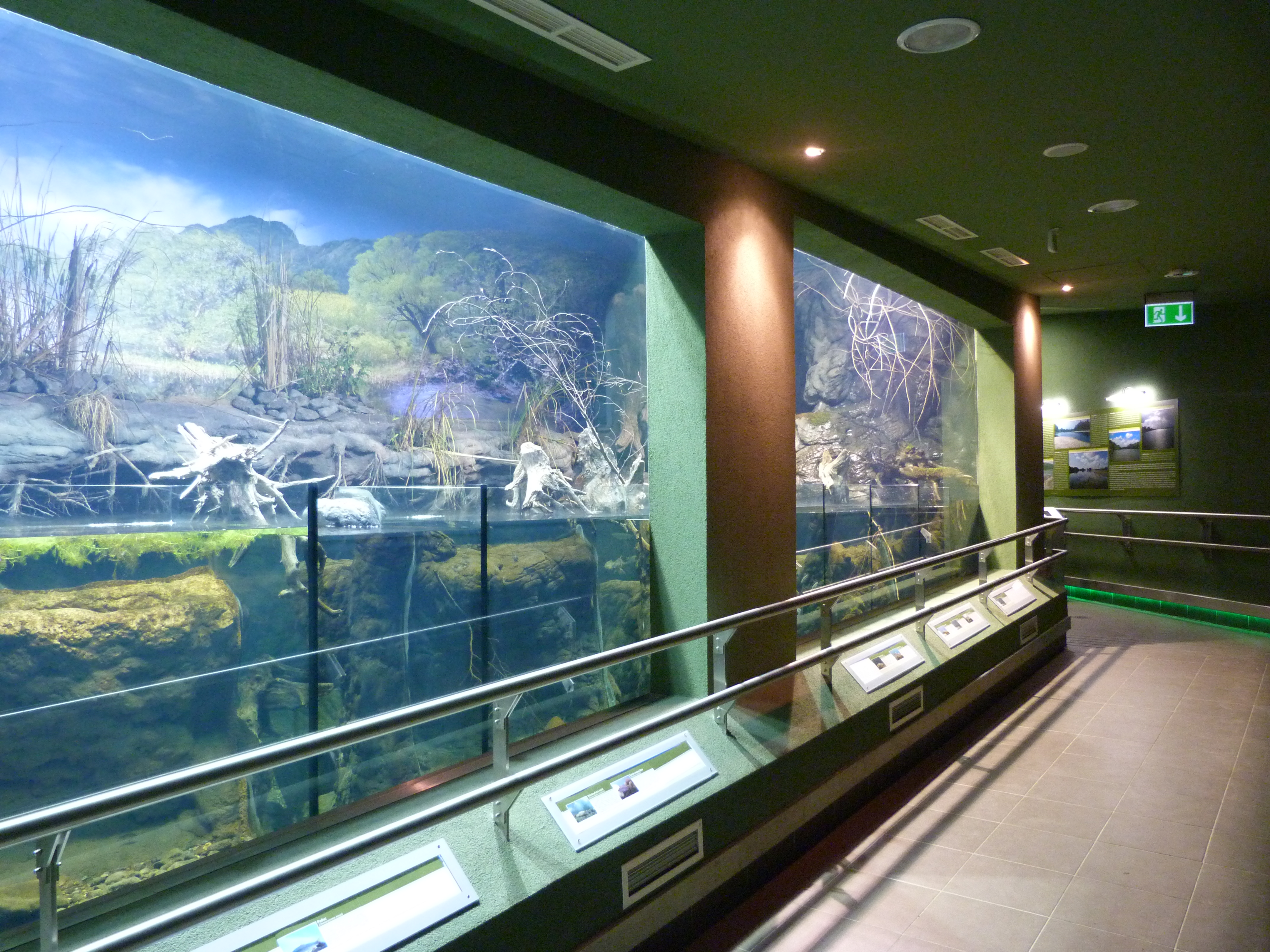
A Tisza-tavi Ökocentrum kiállítótere
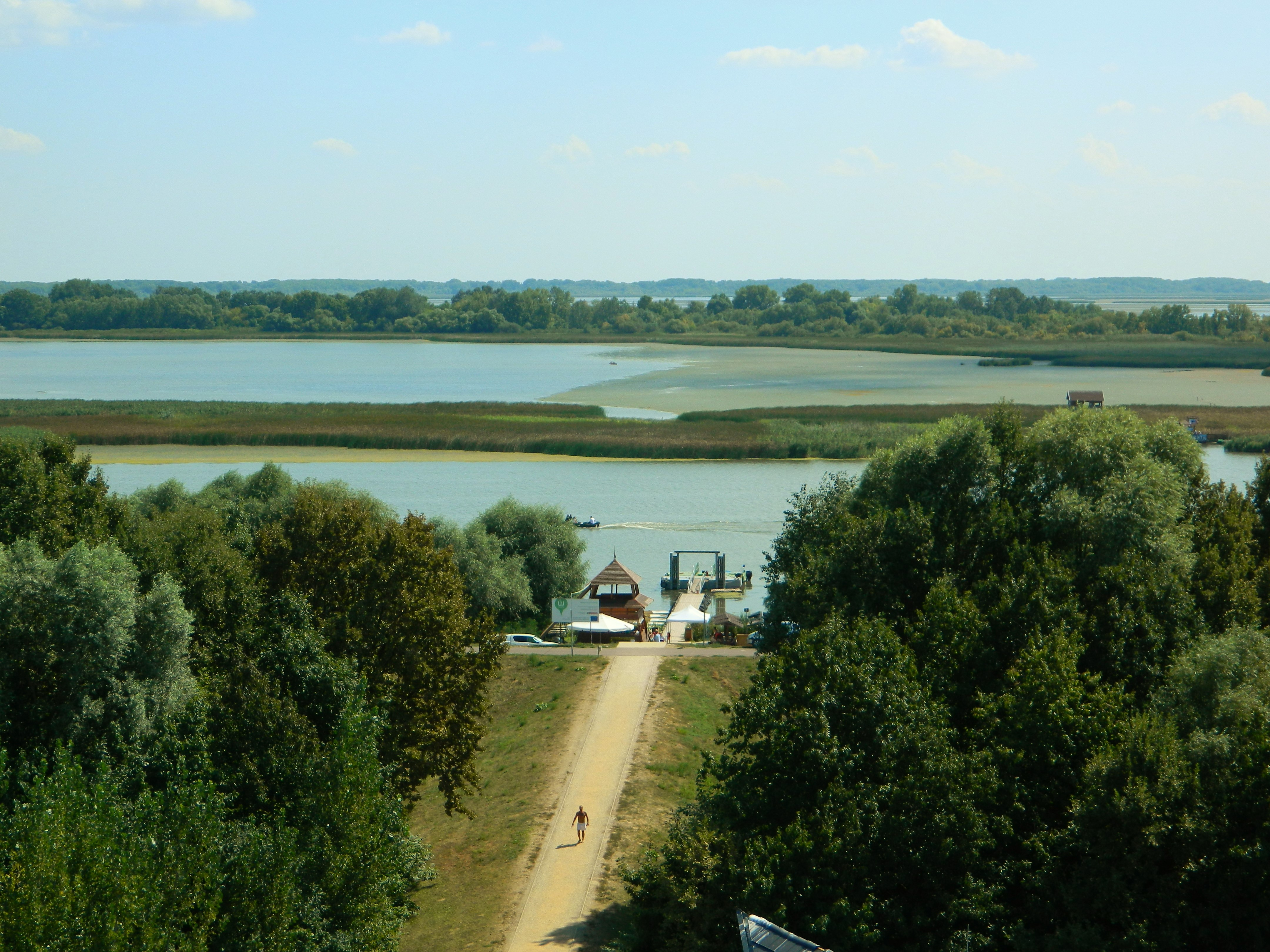
A Tisza-tavi Ökocentrum kikötője
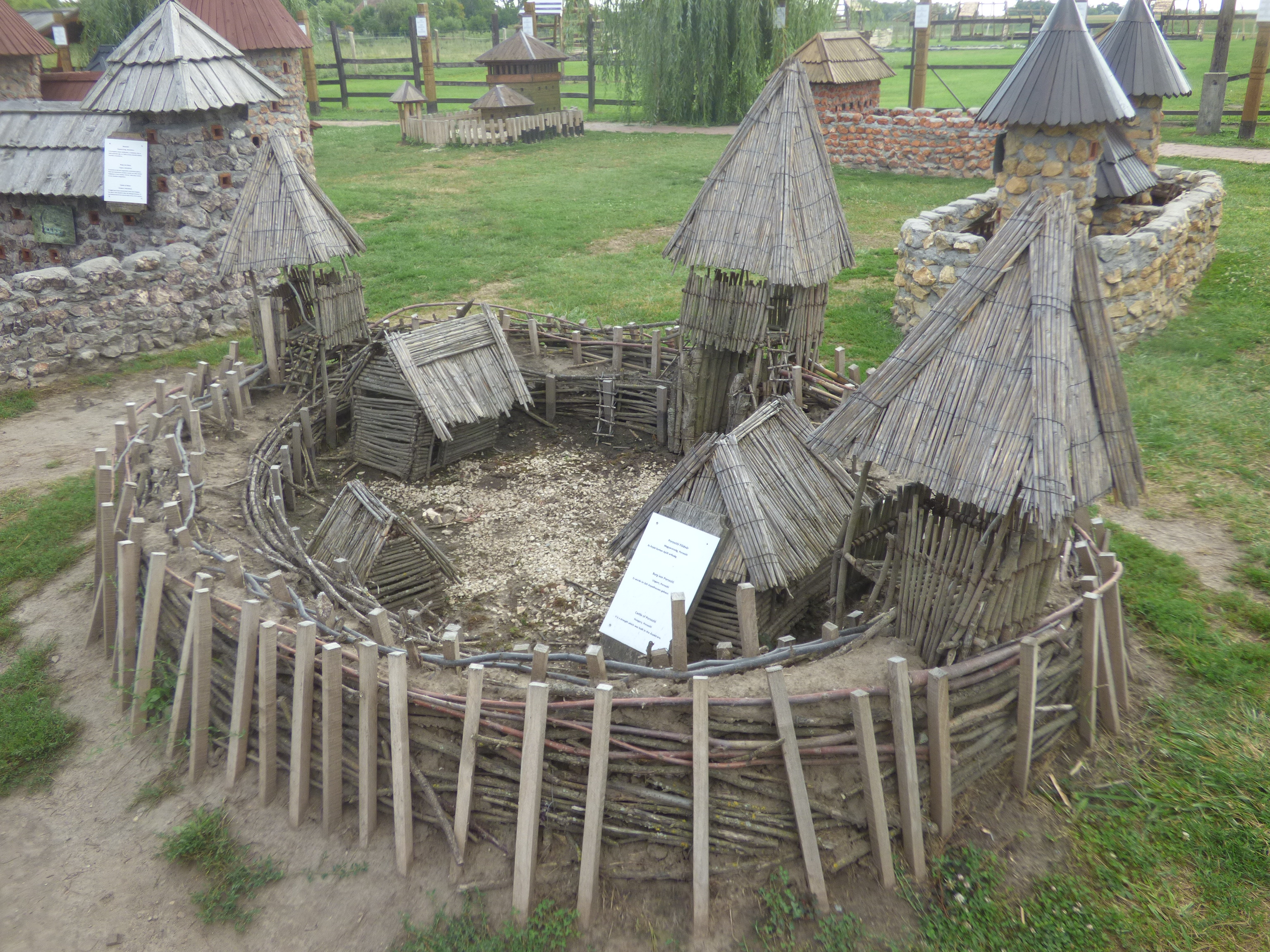
A poroszlói földvár makettje a dinnyési Várparkban
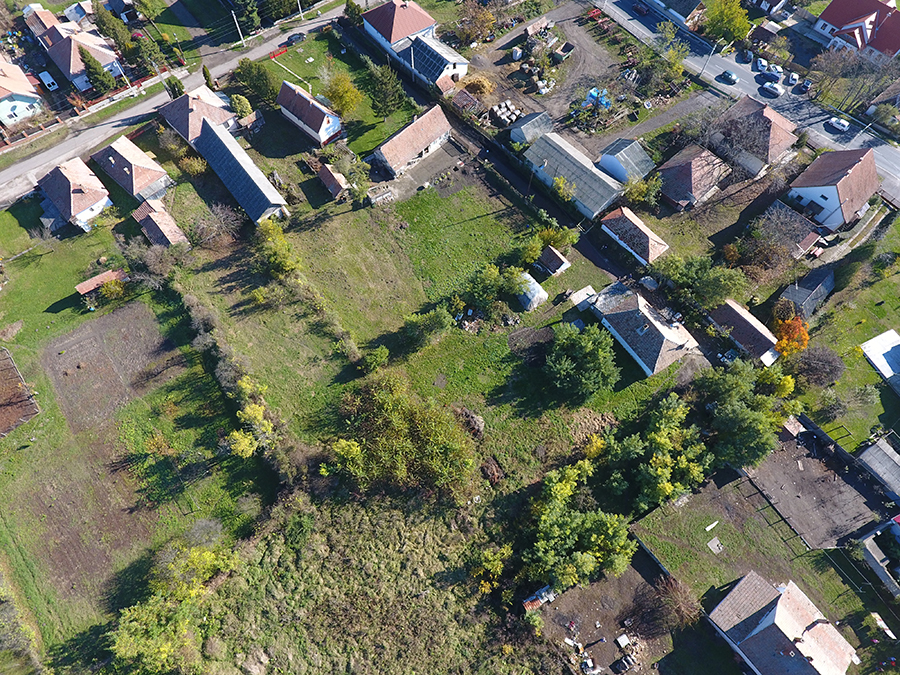
Poroszló, Árpád-kori földvár légi fotón
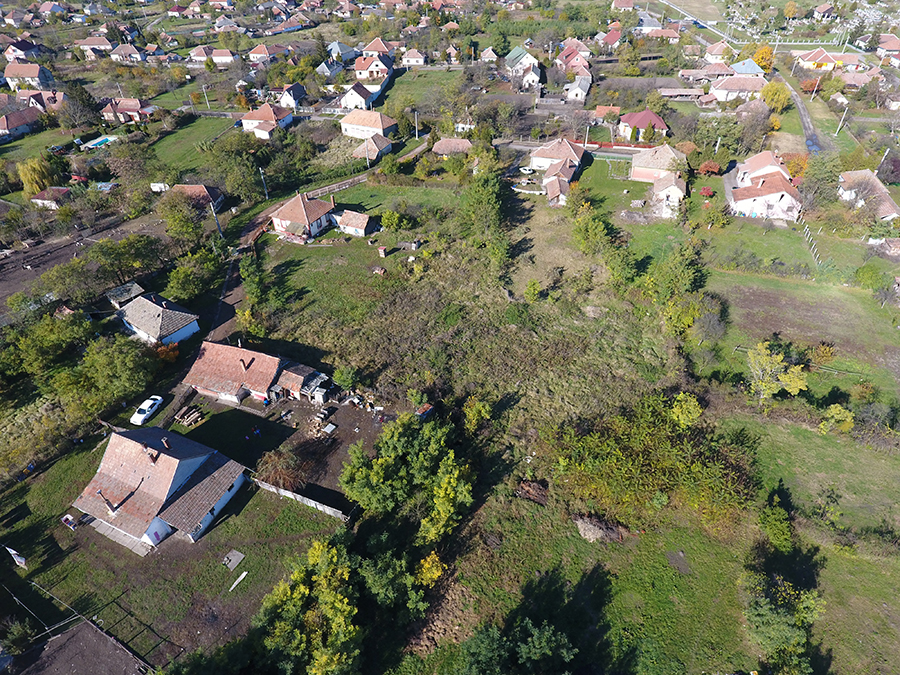
Poroszló, Árpád-kori földvár légi felvételen
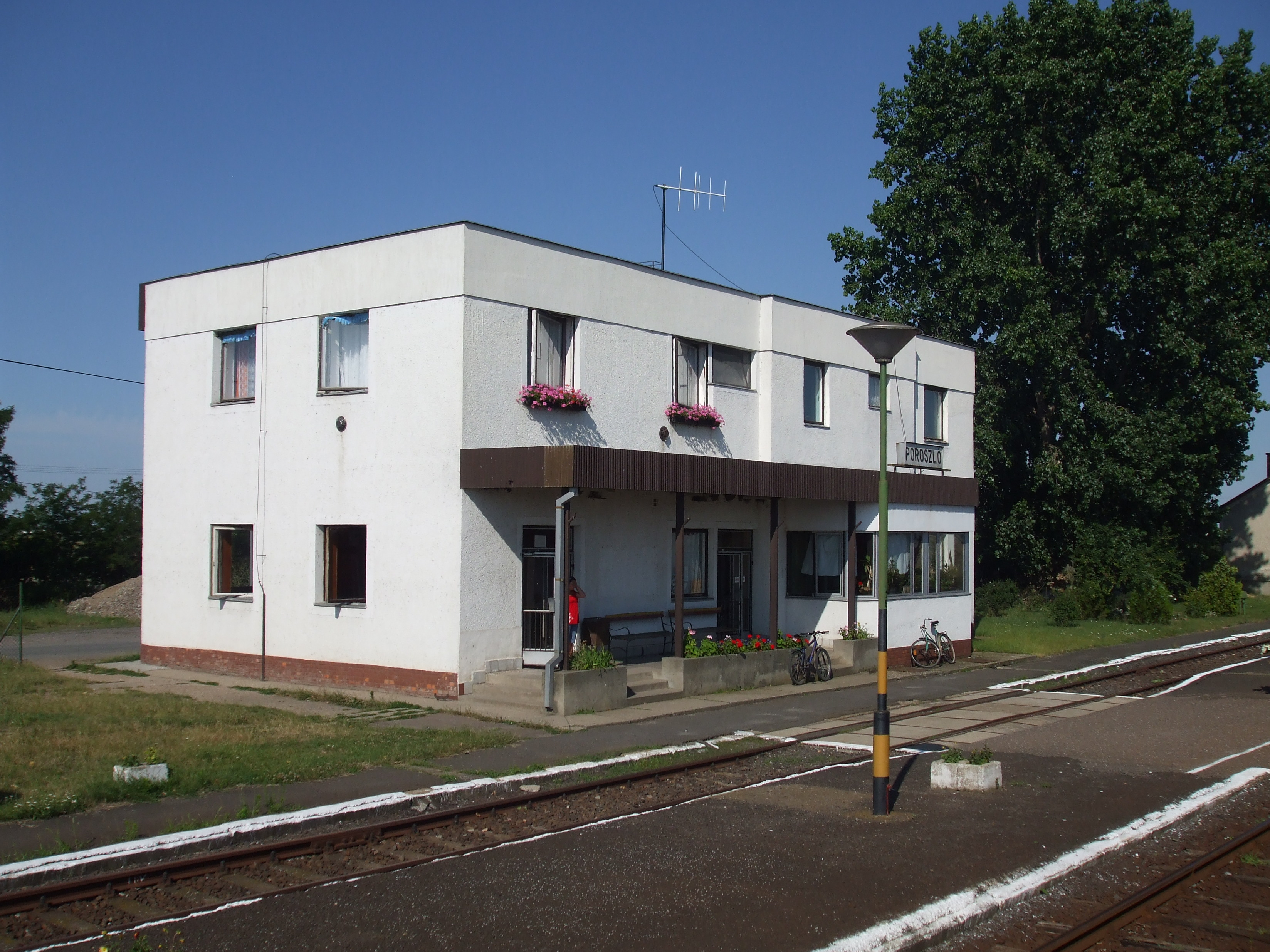
Poroszló vasútállomás

## Külső hivatkozások
- Poroszló község honlapja
- Poroszló.lap.hu – Linkgyűjtemény
- Poroszló a Szépország.hu-n[halott link]
- Vasútállomás
- Poroszló az eSzállás portálon